# خرم أباد (غرمسير أردستان)
خرم أباد (بالفارسية: خرم‌آباد) هي قرية تقع في إيران في قسم غرمسیر الريفي. يقدر عدد سكانها بـ 66 نسمة .